# Столяров Дмитро Сергійович
Дмитро́ Сергі́йович Столяро́в — старший сержант Збройних сил України, учасник російсько-української війни, що відзначився під час російського вторгнення в Україну в 2022 році.
Брав участь в АТО на сході України в складі 72-ї окремої механізованої бригади імені Чорних Запорожців (72 ОМБр, в/ч А2167, пп В0849), обіймав посаду старшого навідника.

## Нагороди
- орден «За мужність» III ступеня (2022) — за особисту мужність і самовіддані дії, виявлені у захисті державного суверенітету та територіальної цілісності України, вірність військовій присязі.
- Відзнака Президента України «За участь в антитерористичній операції»